# Aradus subruficeps
Aradus subruficeps är en insektsart som beskrevs av Hussey 1953. Aradus subruficeps ingår i släktet Aradus och familjen barkskinnbaggar. Inga underarter finns listade i Catalogue of Life.